# Franziskanerkloster (Weimar)

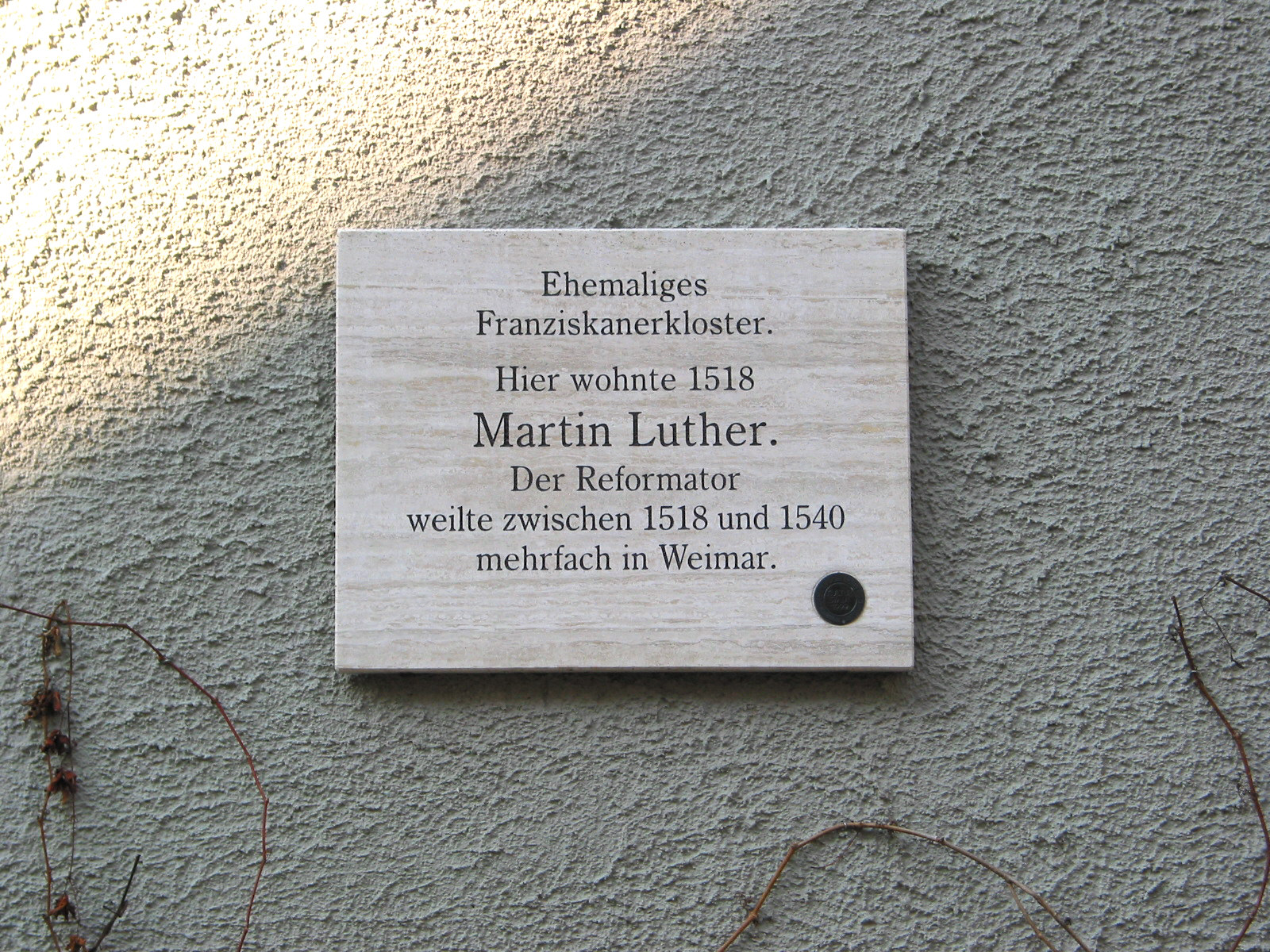
Gedenkplatte für Martin Luther am Franziskanerkloster

Das Franziskanerkloster in Weimar wurde 1453 gestiftet und bereits 1533 im Zuge der Reformation wieder geschlossen. Die ehemaligen Gebäude blieben erhalten und werden bis heute genutzt.

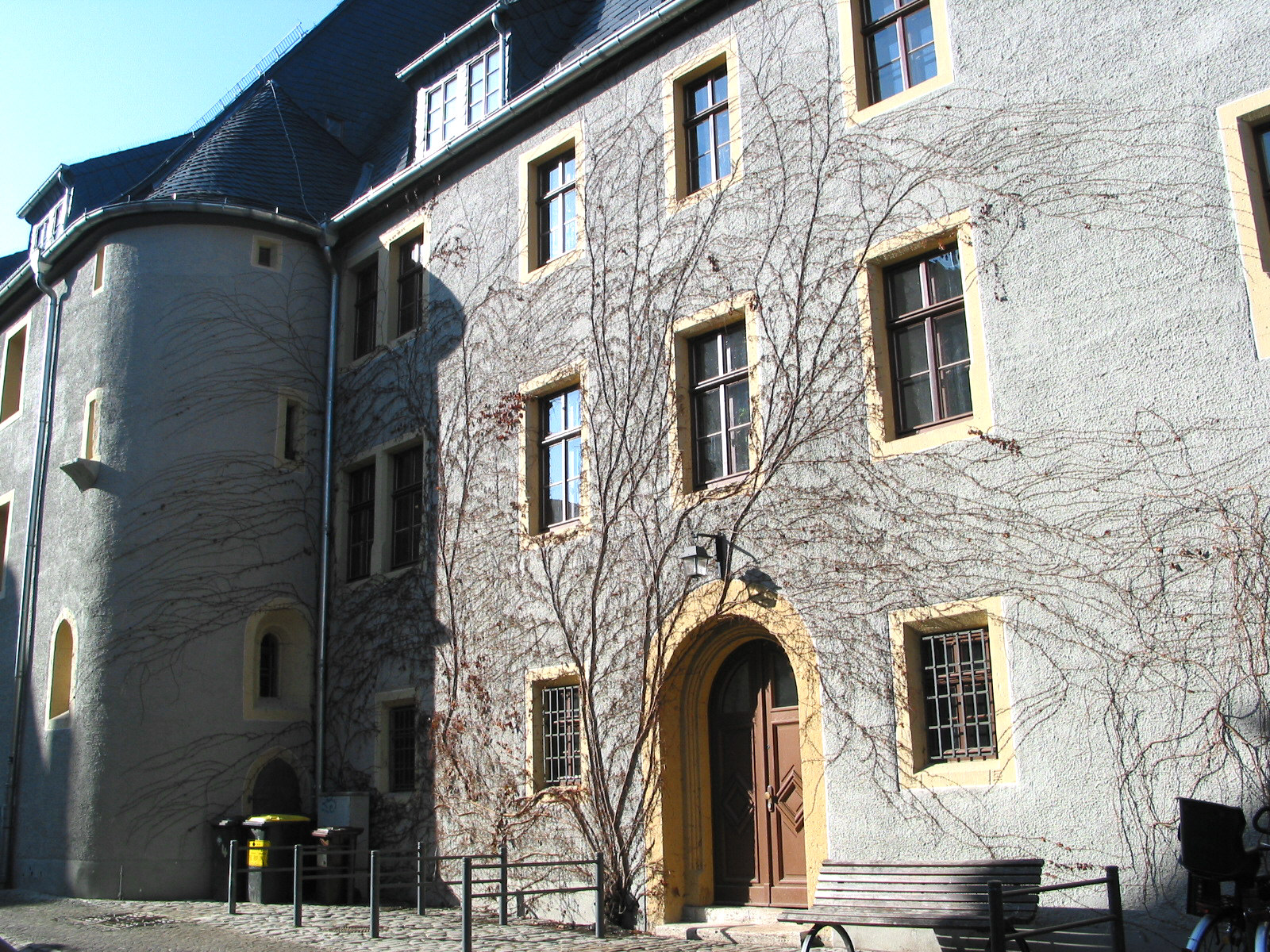
Ehemaliges Franziskanerkloster

## Geschichte
Das einstige Franziskanerkloster in Weimar Am Palais 4 (vormals Geleitstraße 1–3) wurde von Herzog Wilhelm III., genannt der Tapfere, 1453 gestiftet unter dem Eindruck des Franziskaners Johannes Capistranus. Nach vier Jahren Bauzeit konnte 1457 ein Konvent der Sächsischen Franziskanerprovinz dort einziehen. Herzog Wilhelm III. wurde 1482 in der Gruft unter der Kirche begraben. In den letzten Jahren seines Lebens soll der Herzog selbst die Mönchskutte getragen haben. An diesem bei gelangt man zum Innenhof des Wittumspalais.
In diesem Kloster weilte mehrfach der Reformator Martin Luther, woran eine kleine Gedenktafel erinnert mit der Inschrift:
Ehemaliges
Franziskanerkloster.
Hier wohnte 1518
Martin Luther.
Der Reformator
weilte zwischen 1518 und 1540
mehrfach in Weimar.
Nach der Durchsetzung der Reformation in Weimar wurde das Kloster 1533 geschlossen. Ab 1548 wurde die im Kloster befindliche Franziskanerkirche und das Dormitorium der Mönche als Kornspeicher genutzt.
Von dem einstigen Kloster ist der Bereich der Klosterkirche übrig geblieben. Sie wird bis heute von der Hochschule für Musik Franz Liszt Weimar, dem Nachfolger der 1872 gegründeten Orchesterschule, genutzt. Das ehemalige Zeughaus, von dem nur noch Reste stehen, wurde 1753 auf der Stelle des Dormitoriumsflügels des Franziskanerklosters erbaut.
Das ehemalige Franziskanerkloster steht nicht nur auf der Liste der Kulturdenkmale in Weimar (Einzeldenkmale), sondern auch auf der Liste der Unesco-Denkmale in Weimar.